# Grand Prix moto du Qatar 2024
Le Grand Prix moto du Qatar 2024 est la première manche du championnat du monde de vitesse moto 2024.
Cette 21e édition du Grand Prix moto du Qatar s'est déroulé du 8 mars au 10 mars sur le circuit international de Losail.

## Classements MotoGP

### Course sprint
| Pos.                                                                     | No. | Pilote                | Equipe                            | Constructeur | Tours | Temps/Ecarts    | Grille | Points |
| ------------------------------------------------------------------------ | --- | --------------------- | --------------------------------- | ------------ | ----- | --------------- | ------ | ------ |
| 1                                                                        | 89  | Jorge Martín          | Prima Pramac Racing               | Ducati       | 11    | 20 min 41 s 287 | 1      | 12     |
| 2                                                                        | 33  | Brad Binder           | Red Bull KTM Factory Racing       | KTM          | 11    | +0 s 548        | 4      | 9      |
| 3                                                                        | 41  | Aleix Espargaró       | Aprilia Racing                    | Aprilia      | 11    | +0 s 729        | 2      | 7      |
| 4                                                                        | 1   | Francesco Bagnaia     | Ducati Lenovo Team                | Ducati       | 11    | +1 s 625        | 5      | 6      |
| 5                                                                        | 93  | Marc Márquez          | Gresini Racing MotoGP             | Ducati       | 11    | +1 s 872        | 6      | 5      |
| 6                                                                        | 23  | Enea Bastianini       | Ducati Lenovo Team                | Ducati       | 11    | +2 s 322        | 3      | 4      |
| 7                                                                        | 73  | Álex Márquez          | Gresini Racing MotoGP             | Ducati       | 11    | +3 s 154        | 9      | 3      |
| 8                                                                        | 31  | Pedro Acosta          | Red Bull GasGas Tech3             | KTM          | 11    | +4 s 431        | 8      | 2      |
| 9                                                                        | 12  | Maverick Viñales      | Aprilia Racing                    | Aprilia      | 11    | +6 s 738        | 10     | 1      |
| 10                                                                       | 43  | Jack Miller           | Red Bull KTM Factory Racing       | KTM          | 11    | +12 s 670       | 11     |        |
| 11                                                                       | 72  | Marco Bezzecchi       | Pertamina Enduro VR46 Racing Team | Ducati       | 11    | +12.835         | 15     |        |
| 12                                                                       | 20  | Fabio Quartararo      | Monster Energy Yamaha MotoGP      | Yamaha       | 11    | +12 s 863       | 16     |        |
| 13                                                                       | 88  | Miguel Oliveira       | Trackhouse Racing                 | Aprilia      | 11    | +13 s 095       | 14     |        |
| 14                                                                       | 25  | Raúl Fernández        | Trackhouse Racing                 | Aprilia      | 11    | +13 s 795       | 12     |        |
| 15                                                                       | 36  | Joan Mir              | Repsol Honda Team                 | Honda        | 11    | +14 s 096       | 17     |        |
| 16                                                                       | 5   | Johann Zarco          | LCR Honda Castrol                 | Honda        | 11    | +14 s 840       | 13     |        |
| 17                                                                       | 42  | Álex Rins             | Monster Energy Yamaha MotoGP      | Yamaha       | 11    | +15 s 629       | 20     |        |
| 18                                                                       | 37  | Augusto Fernández     | Red Bull GasGas Tech3             | KTM          | 11    | +17 s 711       | 18     |        |
| 19                                                                       | 30  | Takaaki Nakagami      | LCR Honda Idemitsu                | Honda        | 11    | +22 s 733       | 19     |        |
| 20                                                                       | 21  | Franco Morbidelli     | Prima Pramac Racing               | Ducati       | 11    | +23 s 267       | 22     |        |
| 21                                                                       | 10  | Luca Marini           | Repsol Honda Team                 | Honda        | 11    | +25 s 553       | 21     |        |
| Ab.                                                                      | 49  | Fabio Di Giannantonio | Pertamina Enduro VR46 Racing Team | Ducati       | 2     | Accident        | 7      |        |
| Meilleur tour du Sprint: Marc Márquez (Ducati) – 1 min 52 s 040 (tour 3) |     |                       |                                   |              |       |                 |        |        |
| Rapport officiel                                                         |     |                       |                                   |              |       |                 |        |        |

### Course principale
Initialement prévue pour 22 tours, la course est finalement raccourcie à 21 tours à la suite d'un problème technique sur la moto de Raul Fernandez sur la grille de départ à l'issue du tour de formation.
| Pos.                                                                  | No. | Pilote                | Equipe                            | Constructeur | Tours | Temps/Ecarts       | Grille | Points |
| --------------------------------------------------------------------- | --- | --------------------- | --------------------------------- | ------------ | ----- | ------------------ | ------ | ------ |
| 1                                                                     | 1   | Francesco Bagnaia     | Ducati Lenovo Team                | Ducati       | 21    | 39 min 34 s 869    | 5      | 25     |
| 2                                                                     | 33  | Brad Binder           | Red Bull KTM Factory Racing       | KTM          | 21    | +1 s 329           | 4      | 20     |
| 3                                                                     | 89  | Jorge Martín          | Prima Pramac Racing               | Ducati       | 21    | +1 s 933           | 1      | 16     |
| 4                                                                     | 93  | Marc Márquez          | Gresini Racing MotoGP             | Ducati       | 21    | +3 s 429           | 6      | 13     |
| 5                                                                     | 23  | Enea Bastianini       | Ducati Lenovo Team                | Ducati       | 21    | +5 s 153           | 3      | 11     |
| 6                                                                     | 73  | Álex Márquez          | Gresini Racing MotoGP             | Ducati       | 21    | +6 s 791           | 9      | 10     |
| 7                                                                     | 49  | Fabio Di Giannantonio | Pertamina Enduro VR46 Racing Team | Ducati       | 21    | +9 s 161           | 7      | 9      |
| 8                                                                     | 41  | Aleix Espargaró       | Aprilia Racing                    | Aprilia      | 21    | +11 s 242          | 2      | 8      |
| 9                                                                     | 31  | Pedro Acosta          | Red Bull GasGas Tech3             | KTM          | 21    | +11 s 595          | 8      | 7      |
| 10                                                                    | 12  | Maverick Viñales      | Aprilia Racing                    | Aprilia      | 21    | +13 s 197          | 10     | 6      |
| 11                                                                    | 20  | Fabio Quartararo      | Monster Energy Yamaha MotoGP      | Yamaha       | 21    | +17 s 701          | 16     | 5      |
| 12                                                                    | 5   | Johann Zarco          | LCR Honda Castrol                 | Honda        | 21    | +18 s 075          | 13     | 4      |
| 13                                                                    | 36  | Joan Mir              | Repsol Honda Team                 | Honda        | 21    | +18 s 437          | 17     | 3      |
| 14                                                                    | 72  | Marco Bezzecchi       | Pertamina Enduro VR46 Racing Team | Ducati       | 21    | +19 s 194          | 15     | 2      |
| 15                                                                    | 88  | Miguel Oliveira       | Trackhouse Racing                 | Aprilia      | 21    | +20 s 717          | 14     | 1      |
| 16                                                                    | 42  | Álex Rins             | Monster Energy Yamaha MotoGP      | Yamaha       | 21    | +24 s 093          | 20     |        |
| 17                                                                    | 37  | Augusto Fernández     | Red Bull GasGas Tech3             | KTM          | 21    | +24 s 106          | 18     |        |
| 18                                                                    | 21  | Franco Morbidelli     | Prima Pramac Racing               | Ducati       | 21    | +24 s 641          | 22     |        |
| 19                                                                    | 30  | Takaaki Nakagami      | LCR Honda Idemitsu                | Honda        | 21    | +25 s 556          | 19     |        |
| 20                                                                    | 10  | Luca Marini           | Repsol Honda Team                 | Honda        | 21    | +42 s 422          | 21     |        |
| 21                                                                    | 43  | Jack Miller           | Red Bull KTM Factory Racing       | KTM          | 21    | +42 s 761          | 11     |        |
| Ab.                                                                   | 25  | Raúl Fernández        | Trackhouse Racing                 | Aprilia      | 17    | Problème technique | 12     |        |
| Meilleur tour en course: Pedro Acosta (KTM) – 1 min 52 s 657 (tour 2) |     |                       |                                   |              |       |                    |        |        |
| Rapport officiel                                                      |     |                       |                                   |              |       |                    |        |        |

## Classement Moto2
| Pos.                                                                  | No. | Pilote                  | Constructeur | Tours | Time/Retired    | Grille | Points |
| --------------------------------------------------------------------- | --- | ----------------------- | ------------ | ----- | --------------- | ------ | ------ |
| 1                                                                     | 21  | Alonso Lopez            | Boscoscuro   | 18    | 35 min 45 s 595 | 2      | 25     |
| 2                                                                     | 7   | Barry Baltus            | Kalex        | 18    | + 0 s 026       | 6      | 20     |
| 3                                                                     | 3   | Sergio Garcia           | Boscoscuro   | 18    | + 0 s 742       | 18     | 16     |
| 4                                                                     | 79  | Ai Ogura                | Boscoscuro   | 18    | + 1 s 514       | 13     | 13     |
| 5                                                                     | 18  | Manuel González         | Kalex        | 18    | + 5 s 100       | 4      | 11     |
| 6                                                                     | 24  | Marcos Ramirez          | Kalex        | 18    | + 5 s 320       | 8      | 10     |
| 7                                                                     | 16  | Joe Roberts             | Kalex        | 18    | + 9 s 058       | 14     | 9      |
| 8                                                                     | 75  | Albert Arenas           | Kalex        | 18    | + 9 s 210       | 3      | 8      |
| 9                                                                     | 13  | Celestino Vietti        | Kalex        | 18    | + 10 s 710      | 16     | 7      |
| 10                                                                    | 44  | Aron Canet              | Kalex        | 18    | + 10 s 879      | 1      | 6      |
| 11                                                                    | 35  | Somkiat Chantra         | Kalex        | 18    | + 15 s 066      | 15     | 5      |
| 12                                                                    | 52  | Jeremy Alcoba           | Kalex        | 18    | + 18 s 986      | 12     | 4      |
| 13                                                                    | 84  | Zonta Van Den Goorbergh | Kalex        | 18    | + 19 s 038      | 10     | 3      |
| 14                                                                    | 64  | Bo Bendsneyder          | Kalex        | 18    | + 22 s 338      | 17     | 2      |
| 15                                                                    | 53  | Deniz Öncü              | Kalex        | 18    | + 22 s 568      | 20     | 1      |
| 16                                                                    | 54  | Fermin Aldeguer         | Boscoscuro   | 18    | + 25 s 220      | 7      |        |
| 17                                                                    | 81  | Senna Agius             | Kalex        | 18    | + 27 s 060      | 21     |        |
| 18                                                                    | 15  | Darryn Binder           | Kalex        | 18    | + 28 s 515      | 11     |        |
| 19                                                                    | 71  | Dennis Foggia           | Kalex        | 18    | + 30 s 099      | 23     |        |
| 20                                                                    | 14  | Tony Arbolino           | Kalex        | 18    | + 30 s 356      | 5      |        |
| 21                                                                    | 12  | Filip Salač             | Kalex        | 18    | + 41 s 203      | 19     |        |
| 22                                                                    | 10  | Diogo Moreira           | Kalex        | 18    | + 43 s 118      | 26     |        |
| 23                                                                    | 20  | Xavi Cardelus           | Kalex        | 18    | + 43 s 185      | 27     |        |
| 24                                                                    | 34  | Mario Aji               | Kalex        | 18    | + 43 s 259      | 28     |        |
| 25                                                                    | 5   | Jaume Masia             | Kalex        | 18    | + 43 s 623      | 22     |        |
| 26                                                                    | 11  | Alex Escrig             | Forward      | 18    | + 1 tour        | 24     |        |
| 27                                                                    | 43  | Xavier Artigas          | Forward      | 18    | + 1 tour        | 29     |        |
| Ab.                                                                   | 22  | Ayumu Sasaki            | Kalex        | 12    | Chute           | 25     |        |
| Ab.                                                                   | 28  | Izan Guevara            | Kalex        | 6     | Abandon         | 8      |        |
| Meilleur tour en course: Aron Canet (Kalex) – 1 min 57 s 661 (tour 3) |     |                         |              |       |                 |        |        |
| Rapport officiel                                                      |     |                         |              |       |                 |        |        |

## Classement Moto3
| Pos.                                                                                              | No. | Pilote              | Constructeur                   | Tours | Temps/Ecarts    | Grille | Points |
| ------------------------------------------------------------------------------------------------- | --- | ------------------- | ------------------------------ | ----- | --------------- | ------ | ------ |
| 1                                                                                                 | 80  | David Alonso        | CFMOTO Aspar Team              | 16    | 33 min 19 s 778 | 8      | 25     |
| 2                                                                                                 | 96  | Daniel Holgado      | Red Bull GASGAS Tech3          | 16    | + 0 s 019       | 1      | 20     |
| 3                                                                                                 | 72  | Taiyo Furusato      | Honda Team Asia                | 16    | + 0 s 143       | 18     | 16     |
| 4                                                                                                 | 54  | Riccardo Rossi (it) | CIP Green Power                | 16    | + 0 s 186       | 7      | 13     |
| 5                                                                                                 | 95  | Collin Veijer       | Liqui Moly Husqvarna Intact GP | 16    | + 0 s 338       | 10     | 11     |
| 6                                                                                                 | 82  | Stefano Nepa        | LEVELUP - MTA                  | 16    | + 0 s 416       | 16     | 10     |
| 7                                                                                                 | 24  | Tatsuki Suzuki      | Liqui Moly Husqvarna Intact GP | 16    | + 1 s 144       | 19     | 9      |
| 8                                                                                                 | 66  | Joel Kelso          | BOE Motorsports                | 16    | + 9 s 465       | 6      | 8      |
| 9                                                                                                 | 48  | Ivan Ortola         | MT Helmets - MSI               | 16    | + 10 s 019      | 2      | 7      |
| 10                                                                                                | 12  | Jacob Roulstone     | Red Bull GASGAS Tech3          | 16    | + 10 s 626      | 17     | 6      |
| 11                                                                                                | 78  | Joel Esteban        | CFMOTO Aspar Team              | 16    | + 10 s 827      | 23     | 5      |
| 12                                                                                                | 36  | Angel Piqueras      | Leopard Racing                 | 16    | + 10 s 933      | 12     | 4      |
| 13                                                                                                | 19  | Scott Ogden         | MLav Racing                    | 16    | + 12 s 926      | 20     | 3      |
| 14                                                                                                | 10  | Nicola Carraro      | LEVELUP - MTA                  | 16    | + 12 s 946      | 22     | 2      |
| 15                                                                                                | 58  | Luca Lunetta        | SIC58 Squadra Corse            | 16    | + 13 s 527      | 14     | 1      |
| 16                                                                                                | 64  | David Muñoz         | BOE Motorsports                | 16    | + 15 s 953      | 13     |        |
| 17                                                                                                | 55  | Noah Dettwiller     | CIP Green Power                | 16    | + 28 s 926      | 25     |        |
| 18                                                                                                | 70  | Joshua Whatley      | MLav Racing                    | 16    | + 29 s 126      | 21     |        |
| 19                                                                                                | 5   | Tatchakorn Buasri   | Honda Team Asia                | 16    | + 34 s 620      | 24     |        |
| Ab.                                                                                               | 99  | José Antonio Rueda  | Red Bull KTM Ajo               | 14    | Chute           | 3      |        |
| Ab.                                                                                               | 7   | Filippo Farioli     | SIC58 Squadra Corse            | 12    | Chute           | 11     |        |
| Ab.                                                                                               | 18  | Matteo Bertelle     | Rivacold Snipers Team          | 12    | Chute           | 5      |        |
| Ab.                                                                                               | 6   | Ryusei Yamanaka     | MT Helmets - MSI               | 2     | Chute           | 15     |        |
| Ab.                                                                                               | 31  | Adrian Fernandez    | Leopard Racing                 | 1     | Chute           | 4      |        |
| Ab.                                                                                               | 21  | Vincente Perez      | Red Bull KTM Ajo               | 1     | Chute           | 9      |        |
| Meilleur tour en course: Tatsuki Suzuki (Liqui Moly Husqvarna Intact GP) – 2 min 3 s 135 (tour 3) |     |                     |                                |       |                 |        |        |
| Rapport officiel                                                                                  |     |                     |                                |       |                 |        |        |

## Classements provisoires aux Championnats
Seul le top5 de chaque championnat a l’issue du Grand Prix est présenté ici,,.

### MotoGP
|   | Pos. | Pilote            | Points |
| - | ---- | ----------------- | ------ |
| - | 1    | Francesco Bagnaia | 31     |
| - | 2    | Brad Binder       | 29     |
| - | 3    | Jorge Martin      | 28     |
| - | 4    | Marc Marquez      | 18     |
| - | 5    | Enea Bastianini   | 15     |

|   | Pos. | Constructeur | Points |
| - | ---- | ------------ | ------ |
| - | 1    | Ducati       | 37     |
| - | 2    | KTM          | 29     |
| - | 3    | Aprilia      | 15     |
| - | 4    | Yamaha       | 5      |
| - | 5    | Honda        | 4      |

|   | Pos. | Equipe                      | Points |
| - | ---- | --------------------------- | ------ |
| - | 1    | Ducati Lenovo Team          | 46     |
| - | 2    | Gresini Racing MotoGP       | 31     |
| - | 3    | Red Bull KTM Factory Racing | 29     |
| - | 4    | Prima Pramac Racing         | 28     |
| - | 5    | Aprilia Racing              | 22     |

### Moto2
|   | Pos. | Pilote          | Points |
| - | ---- | --------------- | ------ |
| - | 1    | Alonso Lopez    | 25     |
| - | 2    | Barry Baltus    | 20     |
| - | 3    | Sergio Garcia   | 16     |
| - | 4    | Ai Ogura        | 13     |
| - | 5    | Manuel González | 11     |

|   | Pos. | Constructeur | Points |
| - | ---- | ------------ | ------ |
| - | 1    | Boscoscuro   | 25     |
| - | 2    | Kalex        | 20     |

|   | Pos. | Equipe                        | Points |
| - | ---- | ----------------------------- | ------ |
| - | 1    | MT Helmets – MSi              | 29     |
| - | 2    | Sync Speed Up                 | 25     |
| - | 3    | RW-Idrofoglia Racing GP       | 23     |
| - | 4    | QJMotor Gresini Moto2         | 19     |
| - | 5    | Onlyfans American Racing Team | 19     |

### Moto3
|   | Pos. | Pilote              | Points |
| - | ---- | ------------------- | ------ |
| - | 1    | David Alonso        | 25     |
| - | 2    | Daniel Holgado      | 20     |
| - | 3    | Taiyo Furusato      | 16     |
| - | 4    | Riccardo Rossi (it) | 13     |
| - | 5    | Collin Veijer       | 11     |

|   | Pos. | Constructeur | Points |
| - | ---- | ------------ | ------ |
| - | 1    | CFMoto       | 25     |
| - | 2    | Gas Gas      | 20     |
| - | 3    | Honda        | 16     |
|   | 4    | KTM          | 13     |
| - | 5    | Husqvarna    | 11     |

|   | Pos. | Equipe                         | Points |
| - | ---- | ------------------------------ | ------ |
| - | 1    | CFMoto Aspar Team              | 30     |
| - | 2    | Red Bull GasGas Tech3          | 26     |
| - | 3    | Liqui Moly Husqvarna Intact GP | 20     |
| - | 4    | Honda Team Asia                | 16     |
| - | 5    | CIP Green Power                | 13     |